# Isochlora chloroptera
Isochlora chloroptera är en fjärilsart som beskrevs av George Francis Hampson 1894. Isochlora chloroptera ingår i släktet Isochlora och familjen nattflyn. Inga underarter finns listade i Catalogue of Life.

## Bildgalleri

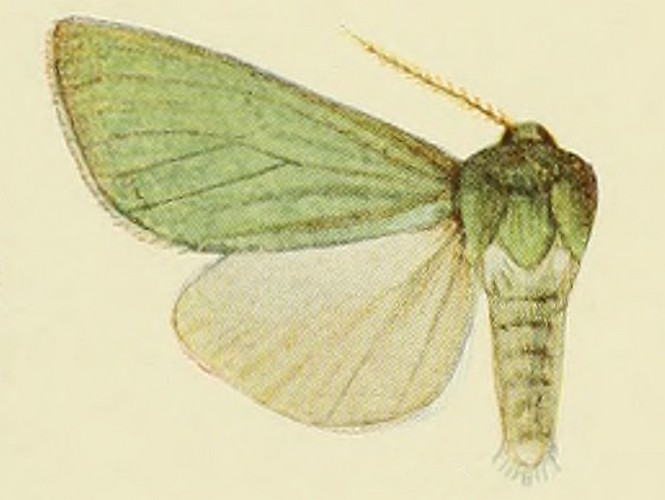